# زنتیوا
زنتیوا (انگلیسی: Zentiva) شرکت داروسازی در جمهوری چک است، که در سال ۱۴۸۸ تأسیس شد و هم‌اکنون متعلق به شرکت ادونت اینترنشنال می‌باشد.